# Gregorio María Aguirre y García
Gregorio María Aguirre y García, né le 12 mars 1835 à la Pola de Gordón dans la Province de León en Espagne et mort le 10 octobre 1913 à Tolède, est un cardinal espagnol de l'Église catholique, créé par le pape Pie X. Il est membre de l'ordre des franciscains.

## Biographie
Gregorio María Aguirre y García est professeur et recteur de plusieurs collèges théologiques de son ordre en Espagne et aux Philippines. Il est élu évêque de Lugo en 1885, sénateur du royaume d'Espagne et administrateur apostolique de Calahorra et La Calzada. Aguirre est promu archevêque de Burgos en 1894.
Le pape Pie X le crée cardinal lors du consistoire du 15 avril 1907. Le cardinal Aguirre est transféré à l'archidiocèse de Tolède et Patriarche des Indes occidentales espagnoles en 1909.